# Јемсе
Јемсе (фин. Jämsä, швед. Jämsä) је град у Финској, у средишњем делу државе. Јемсе је други по величини и значају град округа Средишња Финска, где он са окружењем чини истоимену општину Јемсе.

## Географија
Град Јемсе се налази у средишњем делу Финске. Од главног града државе, Хелсинкија, град је удаљен 225 км северно.
Рељеф: Јемсе се сместио у унутрашњости Скандинавије, у историјској области Средишња Финска. Подручје града је равничарско до брежуљкасто, а надморска висина се креће око 80 м.
Клима у Јемсеу је оштра континентална на прелазу ка субполарној клими. Стога су зиме оштре и дуге, а лета свежа.
Воде: Јемсе се развио на истоименој реци, која се пар километара низводно улива у највеће финско језеро, Пејене. Око града постоји много малих језера.

## Историја
Иако је ово подручје насељено још у време праисторије данашњи град се развио тек крајем 19. века са индустријализацијом. Насеље је стекло градска права 1866. године.
Последњих пар деценија Валкеакоски се брзо развио у савремено градско насеље.

## Становништво
Према процени из 2012. године у Јемсеу је живело 13.605 становника, док је број становника општине био 22.392.
| 1980.  | 1990.  | 2000.  | 2012.  |
| ------ | ------ | ------ | ------ |
| 12.672 | 14.629 | 14.655 | 13.605 |

Етнички и језички састав: Јемсе је одувек био претежно насељен Финцима. Последњих деценија, са јачањем усељавања у Финску, становништво града је постало шароликије. По последњим подацима преовлађују Финци (98,8%), присутни су и у веома малом броју Швеђани (0,1%), док су остало усељеници.